# Nieuw-Caledonië (eiland)
Grande Terre is het hoofdeiland van het Franse overzees gebied Nieuw-Caledonië. Het eiland is 16.750 km² groot en heeft een langgerekte vorm met een lengte van 400 km (van noordwest bij Poum tot zuidoost bij Yaté georiënteerd) en een breedte meestal tussen de 50 en 70 km.
Het hoogste punt is de top van de Mont Panié op 1.639 m, de berg maakt deel uit van het centraal gebergte op het eiland met vijf toppen van meer dan 1.500 m.
Op het eiland woonden in 2014 247.669 personen wat neerkomt op een bevolkingsdichtheid van 14,8 inw/km².
Onder Napoleon III werd het eiland gebruikt als verbanningsoord.

## Zoogdieren
De volgende zoogdieren komen er voor:
- Huiskat (Felis sylvestris catus)
- Wild zwijn (Sus scrofa)
- Ratten:
  - Polynesische rat (Rattus exulans)
  - Bruine rat (Rattus norvegicus)
  - Zwarte rat (Rattus rattus)
- Vleermuizen:
  - Notopteris neocaledonica
  - Tongavleerhond (Pteropus tonganus)
  - Pteropus ornatus
  - Pteropus vetulus
  - Chalinolobus neocaledonicus
  - Miniopterus australis
  - Miniopterus macrocneme
  - Nyctophilus nebulosus

## Geboren
- Francis Carco (3 juli 1886 – Parijs, 26 mei 1958), schrijver
- Christian Cévaër (10 april 1970), golfspeler
- Christian Karembeu (3 december 1970), voetballer
- Laurent Gané (7 maart 1973), baanwielrenner
- Frédéric Piquionne (8 december 1978), voetballer